# 안젤라 휴이트

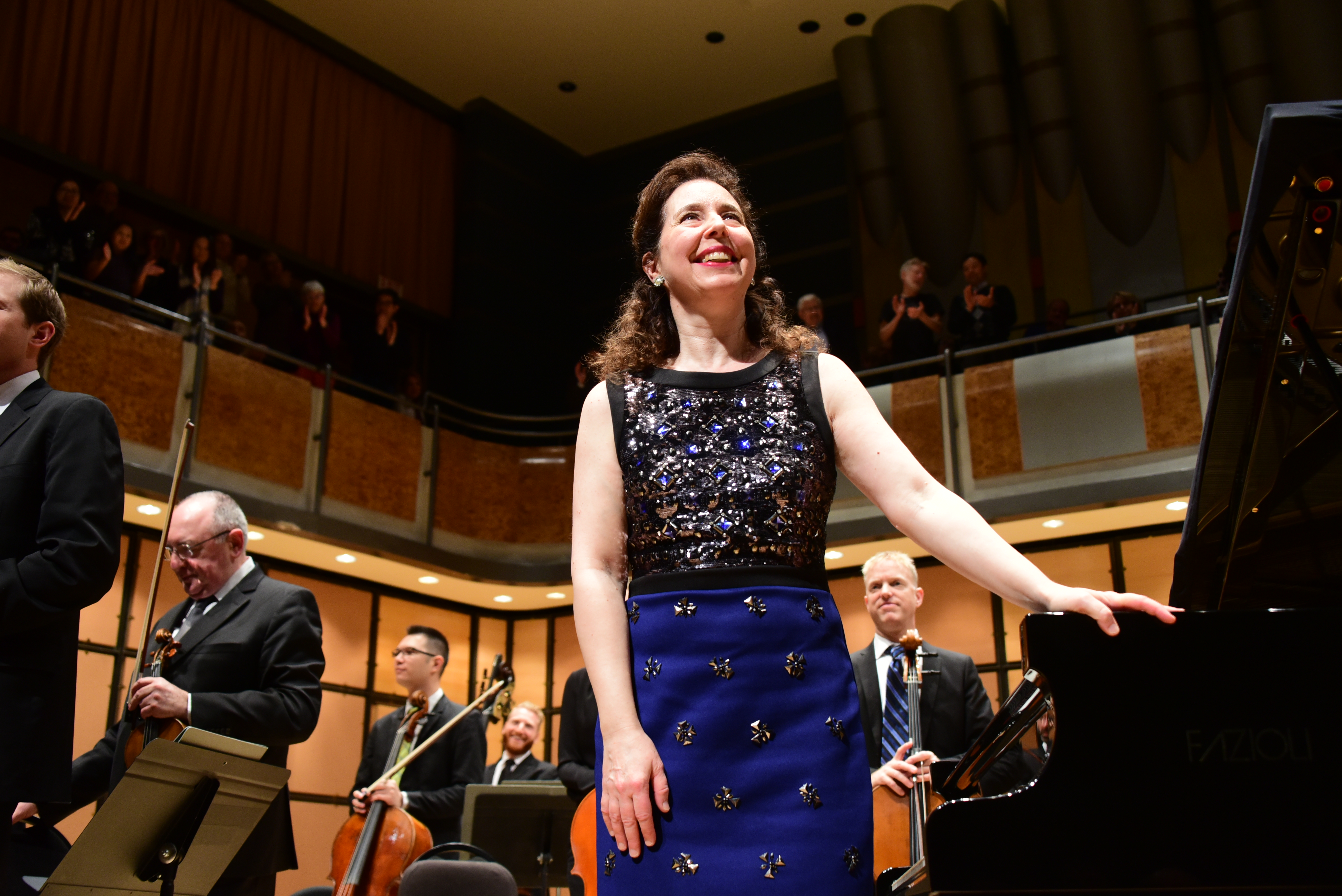

안젤라 휴이트, CC OBE (Angela Hewitt, 1958년 7월 26일 ~ )는 캐나다의 클래식 피아니스트다. 그녀는 바흐 해석으로 가장 잘 알려져 있다.
휴이트는 오타와의 크라이스트 처치 대성당 의 합창단장이었던 요크셔 태생의 Godfrey Hewitt(따라서 그녀도 영국 국적을 가짐)의 딸로 온타리오주 오타와 에서 태어났다. 그녀는 세 살 때 어머니와 함께 피아노 공부를 시작했다. Walter Prystawski에게 바이올린을, Wolfgang Grunsky에게 리코더 를, 오타와에서 Nesta Toumine 에게 발레를 배웠다. 그녀의 첫 번째 정규 리사이틀은 9세 때 토론토 왕립 음악원 에서 1964년부터 1973년까지 Earle Moss 와 Myrtle Guerrero 에게 사사했다. 그 후 오타와 대학교에서 프랑스 피아니스트 장 폴 세비야의 제자가 되었다.
독주회와 오케스트라 협연으로 전 세계에서 연주했다. 그녀는 1994년에 시작하여 2005년에 마무리한 JS Bach의 모든 주요 키보드 작업을 포함하는 Bach 녹음 사이클로 가장 잘 알려져 있다. 그녀는 Orchestra da Camera di Mantova 와 모차르트 협주곡 의 두 디스크를 녹음했으며 Hannu Lintu 가 지휘한 오타와의 국립 예술 센터 오케스트라 와 세 번째 디스크를 녹음했다. DSO 베를린과 린투와 함께 슈만 피아노 협주곡도 녹음했다.